# 벤 판베르컬
벤 판베르컬(네덜란드어: Ben van Berkel , 1957년 ~ )은 네덜란드의 건축가이다. 이중나선 구조의 독일 메르세데스-벤츠 박물관과 뫼비우스의 띠를 응용한 네덜란드 뫼비우스 하우스 등의 건축물을 설계하였다. 그가 1998년 설립한 유엔 스튜디오는 도형, 자연, 음악, 수학 등에서 얻은 독창적 설계 방식으로 지어졌다.
영국 건축협회 건축학교와 헤리트 리트펠트 아카데미에서 수학했다.
아내는 같은 건축가 카롤리너 보스(Caroline Bos)이며 작품 활동을 같이 하기도 했다.